# مانويل إيبارا
مانويل إيبارا (بالإسبانية: Manuel Ibarra Valdés)‏ هو لاعب كرة قدم تشيلي، ولد في 18 نوفمبر 1977 في جرانيروس في تشيلي. شارك مع منتخب تشيلي تحت 23 سنة لكرة القدم. أما مع النوادي، فقد لعب مع أوداكس إيتاليانو وديبورتيس ماجالانز ونادي أونيفرسيداد دي تشيلي ونادي كوكيمبو أونيدو ويونيون إسبانيولا.

## وصلات خارجية
- مانويل إيبارا على موقع الاتحاد الدولي (مؤرشف)  (الإنجليزية)
- مانويل إيبارا على موقع قاعدة بيانات كرة القدم.إي يو (الإنجليزية)
- مانويل إيبارا على موقع Soccerway.com (الإنجليزية)
- مانويل إيبارا على موقع عالم كرة القدم.نت (الإنجليزية)
- مانويل إيبارا على موقع أوليمبيديا (الإنجليزية)